# Ragnar Klavan
Pour les articles homonymes, voir Klavan.
Ragnar Klavan (né le 30 octobre 1985 à Viljandi en RSS d'Estonie) est un footballeur international estonien.
Pouvant jouer au poste de défenseur central ou de latéral gauche, il possède 118 sélections (3 buts) avec l'équipe d'Estonie. Sa première sélection en équipe nationale a eu lieu le 3 juillet 2003 contre la Lituanie.

## Biographie
Le 1er janvier 2018, il devient le premier joueur estonien à marquer un but en Premier League.

## Statistiques
| Saison    | Club              | Pays           | Championnat        | Coupes nationales | Coupes d’Europe  |
| --------- | ----------------- | -------------- | ------------------ | ----------------- | ---------------- |
| 2001-2002 | FC Elva           | Esiliiga       | 31 matchs / 3 buts |                   |                  |
| 2002-2003 | Tulevik           | Meistriliiga   | 28 matchs / 2 buts |                   |                  |
| 2003-2004 | FC Flora          | Meistriliiga   | 28 matchs / 2 buts | 3 matchs          |                  |
| 2004-2005 | Vålerenga Fotball | Eredivisie     | 2 matchs           |                   |                  |
| 2005-2006 | Heracles Almelo   | Eredivisie     | 15 matchs          | 3 matchs          |                  |
| 2006-2007 | Heracles Almelo   | Eredivisie     | 32 matchs / 1 but  | 1 match           |                  |
| 2007-2008 | Heracles Almelo   | Eredivisie     | 29 matchs / 2 buts | 4 matchs / 1 but  |                  |
| 2008-2009 | Heracles Almelo   | Eredivisie     | 19 matchs / 1 but  | 1 match           |                  |
| 2008-2009 | AZ Alkmaar        | Eredivisie     | 12 matchs          | 1 match           |                  |
| 2009-2010 | AZ Alkmaar        | Eredivisie     | 11 matchs          | 1 match           | 1 match          |
| 2010-2011 | AZ Alkmaar        | Eredivisie     | 28 matchs          | 3 matchs / 1 but  | 8 matchs / 1 but |
| 2011-2012 | AZ Alkmaar        | Eredivisie     | 27 matchs          | 4 matchs / 1 but  | 8 matchs         |
| 2012-2013 | FC Augsburg       | Bundesliga     | 30 matchs          | 2 matchs          |                  |
| 2013-2014 | FC Augsburg       | Bundesliga     | 30 matchs/ 2 buts  | 3 matchs          |                  |
| 2014-2015 | FC Augsburg       | Bundesliga     | 34 matchs/ 2 buts  | 1 match           |                  |
| 2015-2016 | FC Augsburg       | Bundesliga     | 31 matchs          | 3 matchs          | 6 matchs         |
| 2016-2017 | Liverpool FC      | Premier League | 20 matchs          | 5 matchs/ 1 but   |                  |
| 2017-2018 | Liverpool FC      | Premier League | 18 matchs/ 1 but   | 1 match           | 8 matchs         |

## Palmarès

### En club
| Flora Tallinn - Championnat d'Estonie - Champion (1) : 2003 - Supercoupe d'Estonie - Vainqueur (1) : 2003 |  | AZ Alkmaar - Eredivisie - Champion (1) : 2009 - Trophée Johan Cruyff - Vainqueur (1) : 2009 | Liverpool FC - Ligue des champions - Finaliste (1) : 2018 |

### Distinctions individuelles
- Footballeur estonien de l'année en 2012, 2014, 2015 et 2016.